# Philoxenos Yuhanon Dolabani

Philoxenos Yuhanon Dolabani

Mor Philoxenos Yuhanon Dolobani (syrisch ܝܘܚܢܢ ܕܘܠܒܢܝ, arabisch فيلكسينوس يوحنا دولباني‎; * 1885 in Mardin; † 1969) war ein syrisch-orthodoxer Metropolit von Mardin und gelehrter Autor.

## Leben
Er wurde 1908 Mönch im Kloster Zafaran nahe Mardin, wirkte als Lehrer in Klosterschulen und im Waisenhaus von Adana. 1925/26 lebte er im Markus-Kloster zu Jerusalem. 1947 wurde das Bistum Mardin gegründet und Dolabani zum Metropoliten. Er schrieb, publizierte und übersetzte zahlreiche Werke in syrischer, arabischer und türkischer Sprache. Manches ist bislang ungedruckt.
Als Seelsorger bemühte er sich um die seit dem Ersten Weltkrieg nur noch wenigen und isolierten Christen im Osten der Türkei, sandte Mönche und Diakone aus, die ihnen, vor allem Syrisch-Orthodoxen und Armeniern, auf weiten Wegen und oft insgeheim Glaubensverkündigung und Taufe brachten. Für die nach Istanbul übergesiedelten syrisch-orthodoxen Christen, die kein Syrisch mehr verstanden, schuf er eine türkische Übertragung der Liturgietexte. Begraben wurde er in seinem Heimatkloster.

## Weblink
- Dolabani Syriac Lexicon

| Personendaten    | Personendaten                                                           |
| ---------------- | ----------------------------------------------------------------------- |
| NAME             | Dolabani, Philoxenos Yuhanon                                            |
| ALTERNATIVNAMEN  | Dolobani, Philoxenos Yuhanon Mor; ܝܘܚܢܢ ܕܘܠܒܢܝ; فيلكسينوس يوحنا دولباني |
| KURZBESCHREIBUNG | türkischer syrisch-orthodoxer Metropolit von Mardin und Autor           |
| GEBURTSDATUM     | 1885                                                                    |
| GEBURTSORT       | Mardin                                                                  |
| STERBEDATUM      | 1969                                                                    |